# Palaeosia plagiata
Palaeosia plagiata är en fjärilsart som beskrevs av Rothschild 1912. Palaeosia plagiata ingår i släktet Palaeosia och familjen björnspinnare. Inga underarter finns listade i Catalogue of Life.